# Selección de fútbol de Cantón del Tesino
La Selección de fútbol de Cantón del Tesino es un equipo que representa al cantón suizo del Tesino en las competiciones de fútbol. Es miembro de la ConIFA, una asociación que agrupa a los Estados, las minorías, los pueblos apátridas y las regiones no afiliadas a la FIFA.

## Historia
Canton del Tesino se unió a ConIFA en 2022. El sitio web de ConIFA describe al Tesino como "un cantón y una república", señalando que los ticineses son una minoría cultural y étnica en Suiza como el único cantón de habla italiana.
Fue nombrado como uno de los equipos de reserva para la Copa Europa de Fútbol de ConIFA 2023; El Tesino puede ocupar el lugar de un equipo si se retira de la competición.
Cantón del Tesino participó de la Calificación para la Copa Mundial de Fútbol de ConIFA de 2024, empatando en el Grupo B contra Recia. Su único partido en el torneo sería una derrota por 8-1. Su único goleador en la competición fue Viola Sánchez. Unos meses más tarde, volvieron a jugar contra el Recia, esta vez en la Copa Benedikt Fontana. Volvieron a perder, esta vez por 5-1. En noviembre de 2023, el Tesino fue seleccionado para la Copa Mundial de Fútbol ConIFA 2024, que tendría lugar en Kurdistán en junio/julio de 2024.

## Desempeño en competiciones

### Copa Mundial de Fútbol de ConIFA
| Copa Mundial de Fútbol de ConIFA | Copa Mundial de Fútbol de ConIFA | Copa Mundial de Fútbol de ConIFA | Copa Mundial de Fútbol de ConIFA | Copa Mundial de Fútbol de ConIFA | Copa Mundial de Fútbol de ConIFA | Copa Mundial de Fútbol de ConIFA | Copa Mundial de Fútbol de ConIFA | Copa Mundial de Fútbol de ConIFA |
| Year                             | Round                            | Position                         | GP                               | W                                | D                                | L                                | GS                               | GA                               |
| -------------------------------- | -------------------------------- | -------------------------------- | -------------------------------- | -------------------------------- | -------------------------------- | -------------------------------- | -------------------------------- | -------------------------------- |
| 2014                             | No era miembro de CONIFA         | No era miembro de CONIFA         | No era miembro de CONIFA         | No era miembro de CONIFA         | No era miembro de CONIFA         | No era miembro de CONIFA         | No era miembro de CONIFA         | No era miembro de CONIFA         |
| 2016                             | No era miembro de CONIFA         | No era miembro de CONIFA         | No era miembro de CONIFA         | No era miembro de CONIFA         | No era miembro de CONIFA         | No era miembro de CONIFA         | No era miembro de CONIFA         | No era miembro de CONIFA         |
| 2018                             | No era miembro de CONIFA         | No era miembro de CONIFA         | No era miembro de CONIFA         | No era miembro de CONIFA         | No era miembro de CONIFA         | No era miembro de CONIFA         | No era miembro de CONIFA         | No era miembro de CONIFA         |
| 2024                             | Clasificado                      | Clasificado                      | Clasificado                      | Clasificado                      | Clasificado                      | Clasificado                      | Clasificado                      | Clasificado                      |

## Partidos
| Fecha      | lLugar                | Evento                                                        |                   | Contrincante | Resultado |
| ---------- | --------------------- | ------------------------------------------------------------- | ----------------- | ------------ | --------- |
| 17/6/2023  | Tenero-Contra , Suiza | Calificación para la Copa Mundial de Fútbol de ConIFA de 2024 | Cantón del Tesino | Recia        | 1-8       |
| 16/8/2023  | Domat/Ems , Suiza     | Amistoso                                                      | Cantón del Tesino | Recia        | 1-5       |
| 27/11/2023 | Scafati , Italia      | Amistoso                                                      | Cantón del Tesino | Dos Sicilias | 1-2       |